# 금속의 반응성
금속의 반응성은 금속 원자가 산화되어 양이온이 되려는 성질이다. 금속의 반응성은 특정 금속의 산이나 물과의 반응성, 단순치환반응, 광석으로부터 제련하는 법 등과 관련이 있다. 예를 들어, 아래의 금속의 반응성 순서를 보면 아연은 구리보다 반응성이 크다. 따라서 고체상태의 금속 아연을 황산구리(CuSO4) 수용액에 넣으면 아연과 구리가 치환되는 다음과 같은 단순치환반응이 일어남을 알 수 있다.
Zn(s) + CuSO4(aq) -> Cu(s) + ZnSO4 (aq)
즉, 실험을 해보지 않아도 이론적으로 붉은색의 구리(Cu)가 석출될 것을 예상할 수 있다.

## 순서
다음은 금속의 반응성이 큰 순에서 작은 순으로 차례대로 나열한 것이다.
| 금속 | 이온 | 반응성                             | 제련법                        |
| ---- | ---- | ---------------------------------- | ----------------------------- |
| K    | K+   | 물과 반응함                        | 전기 분해                     |
| Na   | Na+  | 물과 반응함                        | 전기 분해                     |
| Li   | Li+  | 물과 반응함                        | 전기 분해                     |
| Sr   | Sr2+ | 물과 반응함                        | 전기 분해                     |
| Ca   | Ca2+ | 물과 반응함                        | 전기 분해                     |
| Mg   | Mg2+ | 산과 반응함                        | 전기 분해                     |
| Al   | Al3+ | 산과 반응함                        | 전기 분해                     |
| (C)  |      |                                    |                               |
| Zn   | Zn2+ | 산과 반응함                        | 코크스와 함께 용광로에서 녹임 |
| Cr   | Cr2+ | 산과 반응함                        | 코크스와 함께 용광로에서 녹임 |
| Fe   | Fe2+ | 산과 반응함                        | 코크스와 함께 용광로에서 녹임 |
| Cd   | Cd2+ | 산과 반응함                        | 코크스와 함께 용광로에서 녹임 |
| Co   | Co2+ | 산과 반응함                        | 코크스와 함께 용광로에서 녹임 |
| Ni   | Ni2+ | 산과 반응함                        | 코크스와 함께 용광로에서 녹임 |
| Sn   | Sn2+ | 산과 반응함                        | 코크스와 함께 용광로에서 녹임 |
| Pb   | Pb2+ | 산과 반응함                        | 코크스와 함께 용광로에서 녹임 |
| (H2) | H+   |                                    |                               |
| Cu   | Cu2+ | 산화력이 매우 강한 물질하고만 반응 | 열 또는 물리적 방법           |
| Hg   | Hg2+ | 산화력이 매우 강한 물질하고만 반응 | 열 또는 물리적 방법           |
| Ag   | Ag+  | 산화력이 매우 강한 물질하고만 반응 | 열 또는 물리적 방법           |
| Pt   | Pt2+ | 산화력이 매우 강한 물질하고만 반응 | 열 또는 물리적 방법           |
| Au   | Au3+ | 산화력이 매우 강한 물질하고만 반응 | 열 또는 물리적 방법           |

6아래에서 위로 갈수록 금속의 성질은 다음과 같이 변한다.
- 반응성 증가
- 전자를 잃고 양이온이 되기 쉽다.
- 부식되거나 변색되기 쉽다.
- 다른 물질로부터 분리하는 데 많은 에너지가 소모된다.
- 환원성이 높아진다. (강한 환원제이다.)

## 같이 보기
- 반응성